# Javi Álamo
Javier Álamo Cruz (Gáldar, 18 agosto 1988) è un calciatore spagnolo, centrocampista svincolato.

## Carriera
Nella stagione 2012-2013 ha giocato 7 partite nella Primera División con il Real Saragozza.